# 烏克蘭去共法
烏克蘭去共法於2015年在烏克蘭最高拉達通過。此法案禁止在烏克蘭展示蘇聯與共產主義、納粹德國與納粹主義、軍國主義、法西斯主義的標誌以及宣傳內容。
此法案同樣要求移除關於蘇聯的雕像（如列寧雕像），並要求更改與蘇聯相關的地名。

## 內容
此法案包括如下內容：
- 法案2538-1
- 法案2539
- 法案2540
- 法案2558 （"關於譴責共產主義及國家社會主義（納粹）政權並禁止其標誌以及宣傳內容"）

## 外部連結
- . w1.c1.rada.gov.ua.   [2018-02-10]. （原始内容存档于2015-05-12） （乌克兰语）. [法案2538-1]
- . w1.c1.rada.gov.ua.   [2018-02-10]. （原始内容存档于2015-10-06） （乌克兰语）. [法案2539]
- . w1.c1.rada.gov.ua.   [2018-02-10]. （原始内容存档于2024-01-17） （乌克兰语）. [法案2540]
- . w1.c1.rada.gov.ua.   [2018-02-10]. （原始内容存档于2015-04-12） （乌克兰语）. [法案2558]